# Zmącenie
Zmącenie – jedno z jakościowych zaburzeń świadomości. Zachowanie pacjenta w tym stanie można wyobrazić sobie jako zachowanie w środowisku o niejednakowej przejrzystości. Dominują zaburzenia spostrzegania: fragmentaryczność, zniekształcenia, iluzje i omamy. Na skutek zniekształcenia pojmowania i interpretacji łatwo tworzą się nastawienia urojeniowe, silne i nieoczekiwane zmiany nastroju, z przewagą lęku, czasem euforii i dysforii. Tempo tych przeżyć bywa bardzo gwałtowne. kontakt z pacjentem jest trudny: urywkowy, nierzeczowy, w głębszym natężeniu zaburzenia urywa się zupełnie. Orientacja pacjenta w miejscu i czasie jest zaburzona. Po ustąpieniu zmącenia pozostaje niepamięć, najczęściej fragmentaryczna.